# チャーリー・ヘイデン
チャーリー・ヘイデン（Charles Edward "Charlie" Haden、1937年8月6日 - 2014年7月11日）は、アメリカ合衆国のジャズのベース奏者。

## 来歴
10代よりダブルベースの演奏を始め、1957年からロサンゼルスにて、アート・ペッパー、ハンプトン・ホーズ、デクスター・ゴードン、ポール・ブレイ等とセッションを重ねる。
1959年、オーネット・コールマンのカルテットに参加。オーネット・コールマンのアルバム『ジャズ来るべきもの』に参加し、そに名を知られるようになった。この頃の経験が、彼のスタイルの原点となる。
1967年より、キース・ジャレット・アメリカン・カルテットに参加。
1969年、カーラ・ブレイらとリベレーション・ミュージック・オーケストラを結成し、社会的・政治的なテーマを含む活動を行った。このバンドは1980年代以降も断続的に再編され、ヘイデンの晩年の2011年にもライブ活動を行っていた。
1987年、アラン・ブロードベントらと共にチャーリー・ヘイデン・カルテット・ウェスト（Charlie Haden Quartet West）を結成。古き良き時代のアメリカ映画をテーマとしている。
1998年、パット・メセニーとの共作名義アルバム『ミズーリの空高く（Beyond the Missouri Sky (Short Stories)）』で第40回グラミー賞（最優秀ジャズ・インストゥルメンタル・グループ）を受賞。
これらの他にも多くのミュージシャンとセッションしており、デュオ・アルバムも多数制作されている。
2014年7月11日、ロサンゼルスで死去。76歳没。

## ディスコグラフィ

### リーダー・アルバム
1970年代
- 『クロースネス』 - Closeness（1976年1月、3月録音）(Horizon) 1976年
- ハンプトン・ホーズと共同名義, 『アズ・ロング・アズ・ゼアズ・ミュージック』 - As Long as There's Music（1976年1月、8月録音）(Artists House) 1978年
- 『ザ・ゴールデン・ナンバー』 - The Golden Number（1976年6月、8月、12月録音）(Horizon) 1977年
- オーネット・コールマンと共同名義, 『ソープ・サッズ』 - Soapsuds, Soapsuds（1977年録音）(Artists House) 1977年
- クリスチャン・エスクーデと共同名義, 『ジタンの薫り』 - Gitane (All Life) 1978年
- ヤン・ガルバレクおよびエグベルト・ジスモンチと共同名義, 『マジコ』 - Mágico（1979年6月録音）(ECM) 1979年
- ヤン・ガルバレクおよびエグベルト・ジスモンチと共同名義, 『フォーク・ソングズ』 - Folk Songs（1979年11月録音）(ECM) 1979年

1980年代
- ヤン・ガルバレクおよびエグベルト・ジスモンチと共同名義, 『マジコ：カルタ・デ・アモール』 - Mágico: Carta de Amor（1981年4月録音）(ECM) 2012年
- デニー・ザイトリンと共同名義, Time Remembers One Time Once（1981年7月録音）(ECM) 1983年
- チャーリー・ヘイデン・カルテット・ウェスト名義, 『カルテット・ウェスト』 - Quartet West（1986年12月録音）(Verve) 1987年
- チャーリー・ヘイデン・カルテット・ウェストと同編成, The Private Collection（1987年8月録音）(Naim Audio), 2枚組
- ジェリ・アレン、ポール・モチアンと共同名義, 『エチュード』 - Etudes（1987年9月録音）(Soul Note) 1988年
- チェット・ベイカー、エンリコ・ピエラヌンツィ、ビリー・ヒギンズと共同名義, 『サイレンス』 - Silence（1987年11月録音）(Soul Note) 1989年
- チャーリー・ヘイデン・カルテット・ウェスト名義, 『イン・エンジェル・シティ』 - In Angel City（1988年5月録音）(Verve) 1988年
- Heriun Tears（1988年11月録音）(WESTWIND) 2014年
- ジェリ・アレン、ポール・モチアンと共同名義, 『イン・ザ・イヤーズ・オブ・ザ・ドラゴン』 - In the Year of the Dragon（1989年3月録音）(JMT Productions) 1989年
- ジェリ・アレン、ポール・モチアンと共同名義, 『セグメンツ』 - Segments（1989年4月録音）(DIW) 1989年
- ジョー・ヘンダーソンと共同名義, 『イン・モントリオール』 - The Montreal Tapes: Tribute to Joe Henderson（1989年6月30日録音）(ECM) 2003年
- ジェリ・アレン、ポール・モチアンと共同名義, 『ライブ・アット・モントリオール』 - The Montreal Tapes: with Geri Allen and Paul Motian（1989年7月1日録音）(ECM) 1997年
- ドン・チェリー、エド・ブラックウェルと共同名義, 『ライブ・アット・モントリオール』 - The Montreal Tapes: with Don Cherry and Ed Blackwell（1989年7月2日録音）(ECM) 1994年
- ゴンサロ・ルバルカバ、ポール・モチアンと共同名義, 『ライブ・アット・モントリオール』 - The Montreal Tapes: with Gonzalo Rubalcaba and Paul Motian（1989年7月3日録音）(ECM) 1997年
- パット・メセニー、ジャック・デジョネットと共同名義, 『ライブ・アット・モントリオール・ジャズ・フェスティバル 1989』 - Live montreal '89（1989年7月5日録音）(Hihat)
- エグベルト・ジスモンチと共同名義, 『イン・モントリオール』 - In Montreal（1989年7月6日録音）(ECM) 2001年
- ポール・ブレイ、ポール・モチアンと共同名義, 『ライブ・アット・モントリオール』 - The Montreal Tapes: with Paul Bley and Paul Motian（1989年7月7日録音）(ECM) 1994年

1990年代
- Carlos Paredesと共同名義, 『ダイアローグ』 - Dialogues（1990年1月録音）(Antilles) 1990年
- 『ファースト・ソング』 - First Song（1990年4月録音）(Soul Note) 1992年
- ジム・ホールと共同名義, 『チャーリー・ヘイデン&ジム・ホール』 - Charlie Haden/Jim Hall（1990年7月録音）(Impulse!) 2014年
- ジェリ・アレン、ポール・モチアンと共同名義, Live at the Village Vanguard（1990年12月録音）(DIW) 1991年
- ジェリ・アレン、ポール・モチアンと共同名義, Live at the Village Vanguard unissued tracks（1990年12月録音）(SOMETHIN' ELSE) 2021年
- チャーリー・ヘイデン・カルテット・ウェスト名義, 『魅せられし心』 - Haunted Heart（1991年10月録音）(Verve) 1992年
- チャーリー・ヘイデン・カルテット・ウェスト名義, Always Say Goodbye（1993年7月、8月録音）(Verve) 1994年
- ケニー・バロン、ロイ・ヘインズと共同名義, Wanton Spirit（1994年2月録音）(Verve) 1994年
- ハンク・ジョーンズと共同名義, 『スピリチュアル』 - Steal Away（1994年6月録音）(Verve) 1995年
- チャーリー・ヘイデン・カルテット・ウェスト名義, 『ナウ・イズ・ザ・アワー』 - Now Is the Hour（1995年7月録音）(Verve) 1996年
- ケニー・バロンと共同名義, Night and the City（1996年9月録音）(Verve) 1998年
- パット・メセニーと共同名義, 『ミズーリの空高く』 - Beyond the Missouri Sky (Short Stories)（1996年録音）(Verve) 1997年（第40回グラミー賞（最優秀ジャズ・インストゥルメンタル・グループ））
- クリス・アンダーソンと共同名義, None but the Lonely Heart（1997年7月録音）(Naim) 1997年
- チャーリー・ヘイデン・カルテット・ウェスト名義, 『アート・オブ・ザ・ソング』 - The Art of the Song（1999年2月録音）(Polygram) 1999年
- Mike Melvoin、Bill Hendersonと共同名義, The Capitol Sessions （Naim）1999年

2000年代
- 『ノクターン』 - Nocturne（2000年8月録音）(Verve) 2001年
- 『アメリカン・ドリームス』 - American Dreams（2002年7月録音）(Verve) 2002年
- 『ナイトフォール』 - Nightfall（2003年10月録音）(Naim) 2004年
- 『ランド・オブ・ザ・サン』 - Land of the Sun（2003年12月録音）(Verve) 2004年（第47回グラミー賞（最優秀ラテン・ジャズ・アルバム））
- ゴンサロ・ルバルカバと共同名義, 『トーキョー・アダージョ』 - Tokyo Adagio（2005年3月録音）(Impulse!) 2015年（「ブルーノート東京」におけるライヴ）
- アントニオ・フォルチオーネと共同名義, 『ハートプレイ』 - Heartplay（2006年6月録音）(Naim) 2006年
- キース・ジャレットと共同名義, 『ジャスミン』 - Jasmine（2007年キース・ジャレット自宅録音）(ECM) 2010年
- キース・ジャレットと共同名義, 『ラスト・ダンス』 - Last Dance（2007年キース・ジャレット自宅録音）(ECM) 2014年
- ブラッド・メルドーと共同名義, 『ロング・アゴー・アンド・ファー・アウェイ』 - Long Ago and Far Away（2007年録音）(Impulse!) 2018年（没後作品）
- 『ファミリー&フレンズ：ランブリング・ボーイ』 - Family & Friends: Rambling Boy（2008年録音）(Decca/EmArcy) 2008年
- ハンク・ジョーンズと共同名義, 『カム・サンデイ』 - Come Sunday（2010年2月録音）(EmArcy) 2012年
- チャーリー・ヘイデン・カルテット・ウェスト名義, 『ソフィスティケーテッド・レディー』 - Sophisticated Ladies（2010年5〜7月録音）(EmArcy) 2010年

### リベレーション・ミュージック・オーケストラ
- 『リベレーション・ミュージック・オーケストラ』 - Liberation Music Orchestra（1969年4月録音）(Impulse!) 1969年
- 『戦死者たちのバラッド』 - The Ballad of the Fallen（1982年11月録音）(ECM) 1983年
- 『ドリーム・キーパー』 - Dream Keeper（1990年4月録音）(DIW/Blue Note) 1990年
- 『ライヴ・アット・モントリオール V』  - The Montreal Tapes: Liberation Music Orchestra（1989年7月8日録音）(Verve) 1999年
- 『ライブ 1993』 - Live 1993（1993年録音）(Equinox) 2019年
- 『ノット・イン・アワ・ネーム』 - Not in Our Name（2004年7月録音）(Verve) 2005年
- 『タイム/ライフ』 - Time/Life（2011年8月、2015年1月録音）(impulse!) 2016年

### 参加アルバム（一部）
オーネット・コールマン
- Coleman Classics Vol.1（1958年10月録音）(Improvising Artists) 1977年。
のちThe Fabulous Paul Brey Quartetと統合し Complete Live At The Hillcrest (Gambit)としてCD化 2007年。
- 『ジャズ来るべきもの』 - The Shape of Jazz to Come（1959年録音）(Atlantic) 1959年
- 『世紀の転換』 - Change of the Century（1959年録音）(Atlantic) 1960年
- 『ジス・イズ・アワ・ミュージック』 - This Is Our Music（1960年7月、8月録音）(Atlantic) 1961年
- 『フリー・ジャズ』 - Free Jazz: A Collective Improvisation（1960年12月録音）(Atlantic) 1961年
- 『ジ・エンプティ・フォックスホール』 - The Empty Foxhole（1966年録音）(Blue Note) 1966年
- Live In Milano 1968（1968年2月5日録音）(Jazz Up) 1989年。ミラノにおけるライブ。のち『未踏峰』と統合しThe Love Revolution:Complete 1968 Italian TourとしてCD化。
- 『未踏峰』 - The Unprecedented Music of Ornette Coleman (1968年2月8日録音）(Joker) 1977年。ローマにおけるライブ。のちLive In Milano 1968と統合しThe Love Revolution:Complete 1968 Italian TourとしてCD化。
- 『オーネット・アット・トゥエルヴ』 - Ornette at 12（1968年8月録音）(Impulse!) 1968年。のち『クライシス』と併せてCD化 2017年。
- 『クライシス』- Crisis（1969年3月22日録音）(Impulse!)。のち『オーネット・アット・トゥエルヴ』と併せてCD化 2017年。
- 『サイエンス・フィクション』 - Science Fiction（1971年録音）(Columbia) 1972年。
のち（完全版）『コンプリート・サイエンス・フィクション・セッションズ』 - Complete Science Fiction Sessions (Sony) 2000年。
- カルテット（リユニオン）とプライム・タイムの両名義, 『イン・オール・ランゲージズ』 - In All Languages (Caravan Of Dreams) 1987年

デニー・ザイトリン
- 『Carnival』 (1964年、Columbia) 1964年10月録音
- 『Live At The Trident』 (1965年、Columbia) 1965年3月録音
- 『Zeitgeist』 (1967年、Columbia) 1966年4月録音
- 『Tidal Wave』 (Palo Alto) 1983年1,3月録音

キース・ジャレット
キース・ジャレット・トリオ（キース・ジャレット、チャーリー・ヘイデン、ポール・モチアン）
いわゆるアメリカン・カルテットにデューイ・レッドマンが参加していないトリオ
- 『人生の二つの扉』 - Life Between the Exit Signs（1967年5月録音）(Vortex) 1968年
- 『サムホエア・ビフォー』 - Somewhere Before（1968年録音）(Vortex) 1969年
- 『流星』 - The Mourning of a Star（1971年録音）(Atlantic) 1971年
- 『ハンブルク '72』 - Hamburg '72（1972年録音）(ECM) 2014年（ハンブルクの放送局におけるライヴ）

いわゆるアメリカン・カルテット（キース・ジャレット、デューイ・レッドマン、チャーリー・ヘイデン、ポール・モチアン）
- 『最後の審判』 - El Juicio（1971年録音）(Atlantic) 1975年
- 『誕生』 - Birth（1971年録音）(Atlantic) 1971年
- 『エクステンションズ』 - Expectations（1972年録音）(Columbia) 1972年
- 『フォート・ヤウー』 - Fort Yawuh（1973年録音）(Impulse!) 1973年（「ヴィレッジ・ヴァンガード」におけるライヴ）
- 『宝島』 - Treasure Island（1974年録音）(Impulse!) 1974年
- 『生と死の幻想』 - Death and the Flower（1974年録音）(Impulse!) 1975年
- 『バックハンド』 - Backhand（1974年録音）(Impulse!) 1974年
- 『ミステリーズ』 - Mysteries（1975年録音）(Impulse!) 1976年
- 『シェイズ』 - Shades（1975年録音）(Impulse!) 1976年
- 『残氓』 - The Survivor's Suite（1976年録音）(ECM) 1977年
- 『心の瞳』 - Eyes of the Heart（1976年録音）(ECM) 1979年（オーストリア・ブレゲンツ公演、コルンマルクト劇場におけるライヴ）
- 『バイアブルー』 - Byablue（1976年録音）(Impulse!) 1977年
- 『バップ・ビー』 - Bop-Be（1976年録音）(Impulse!) 1977年
- The Impulse Years: 1973-1974（コンピレーション）(Universal) 1997年（CD 5枚組）
- Mysteries: The Impulse Years 1975-1976（コンピレーション）(Universal) 1996年（CD 4枚組）

キース・ジャレットとのその他の編成
- Arbour Zena（1975年録音）(ECM) 1975年（ヤン・ガルバレク、チャーリー・ヘイデンおよびシュトゥットガルト放送交響楽団）

カーラ・ブレイ
- Escalator over the Hill (JCOA) 1971年

アリス・コルトレーン
- 『ジャーニー・イン・サッチダーナンダ』 - Journey in Satchidananda (1971年、Impulse!)
- 『ロード・オブ・ローズ』 - Lord of Lords (1973年、Impulse!)
- 『永遠なる愛』 - Eternity (1976年、Warner)
- 『トランスリニア・ライト』- Translinear Light (2004年、Impulse!)

アート・ペッパー
- 『Living Legend』 (1976年、Contemporary) 1975年8月録音
- 『Artworks』 (1984年、Galaxy) 1979年5月録音 LP盤のみ

パット・メセニー
- 『80/81』 - 80/81 (1980年、ECM) ※1980年5月録音
- 『リジョイシング』 - Rejoicing (1984年、ECM) ※1983年11月録音
- 『シークレット・ストーリー』 - Secret Story (1992年、Geffen) ※1991年-1992年録音。第35回グラミー賞最優秀コンテンポラリー・ジャズ・パフォーマンス

パット・メセニー、オーネット・コールマン
- 『ソングX』 - Song X (1986年、Geffen) 1985年12月録音

ゴンサロ・ルバルカバ
- 『Gonzalo Rubalcaba Trio At Montreux』 - Discovery: Live at Montreux 1990年
- The Blessing 1991年
- Suite 4 y 20 1992年

マイケル・ブレッカー
- 『マイケル・ブレッカー』 - Michael Brecker (Impulse!) 1987年
- 『ドント・トライ・ジス・アット・ホーム』 - Don't Try This at Home (Impulse!) 1988年
- 『ニアネス・オブ・ユー:ザ・バラード・ブック』 - Nearness of You: The Ballad Book (Verve) 2001年

リシャール・ガリアーノ
- 『Love Day Los Angeles Sessions』 (2008年、Milan) 2008年4月録音

オムニバス作品
- 『Jazz At The Opera House』 (1982年、Columbia) 1982年2月録音　ハービー・ハンコック、ウェイン・ショーター、ウィントン・マルサリス、デニー・ザイトリン、他と共演。

## 主な共演者
ジェリ・アレン、ミック・グッドリック、ヤン・ガルバレク、ジョン・コルトレーン、オーネット・コールマン、エグベルト・ジスモンチ、キース・ジャレット、ハンク・ジョーンズ、ジョン・スコフィールド、リンゴ・スター、ドン・チェリー、ジャック・ディジョネット、ガトー・バルビエリ、ハービー・ハンコック、ビリー・ヒギンス、エド・ブラックウェル、ビル・フリゼール、カーラ・ブレイ、マイケル・ブレッカー、アラン・ブロードベント、ジンジャー・ベイカー、パット・メセニー、ポール・モチアン、スコット・ラファロ、ゴンサロ・ルバルカバ、ジョシュア・レッドマン、デューイ・レッドマン、ミルチョ・レビエフ、ジョー・ロヴァーノ、アーニー・ワッツ、富樫雅彦